# Список авіакомпаній Шрі-Ланки

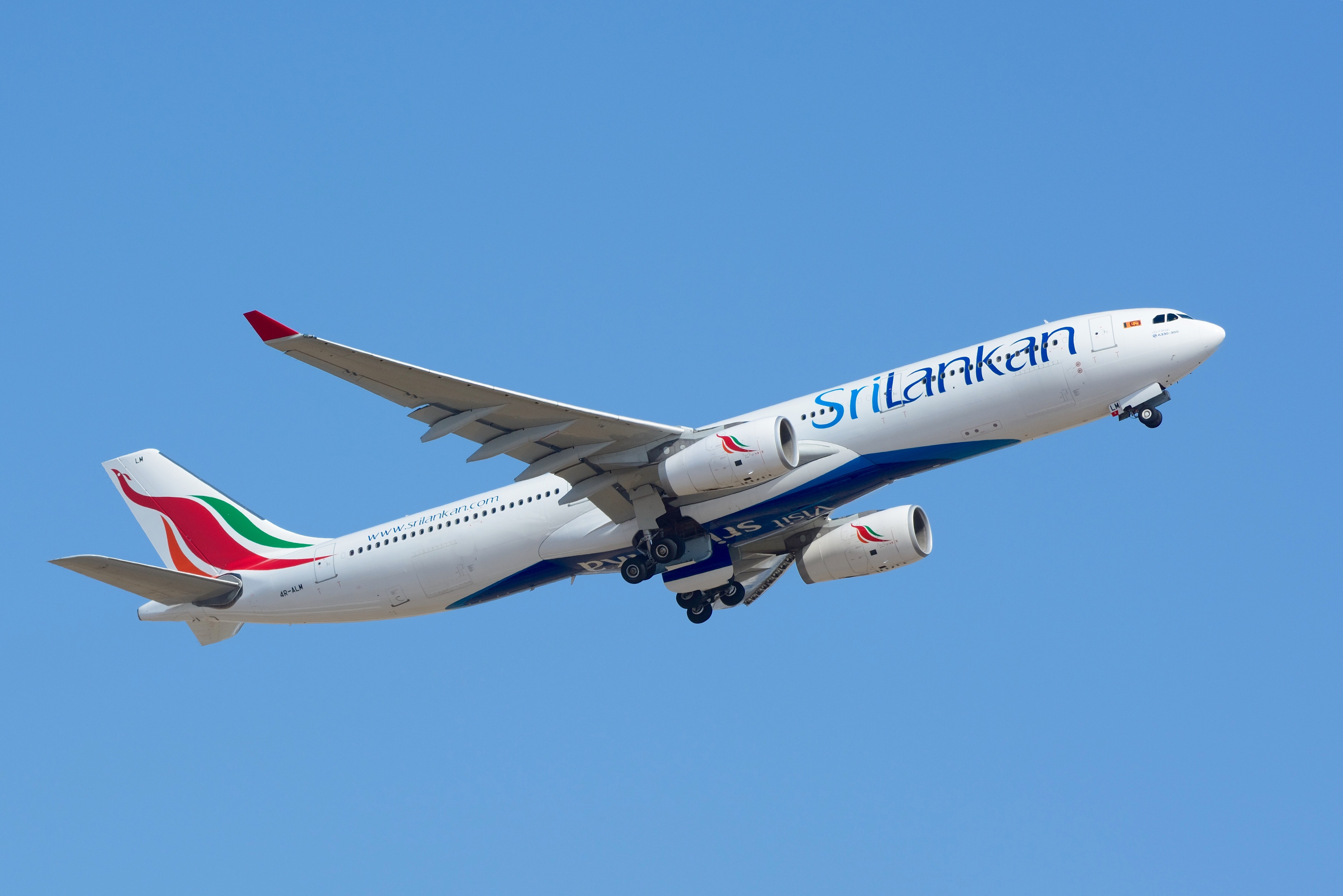
A330-300 компанії SriLankan Airlines

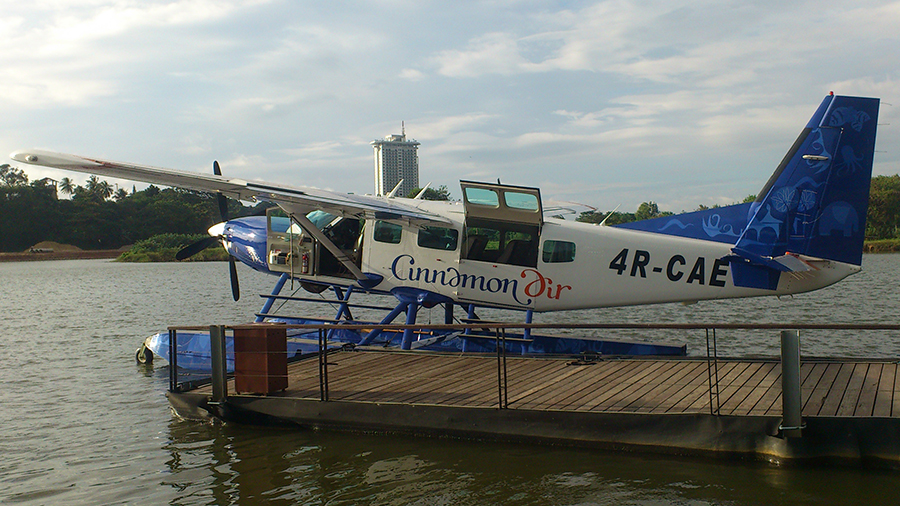
Літак компанії Cinnamon Air

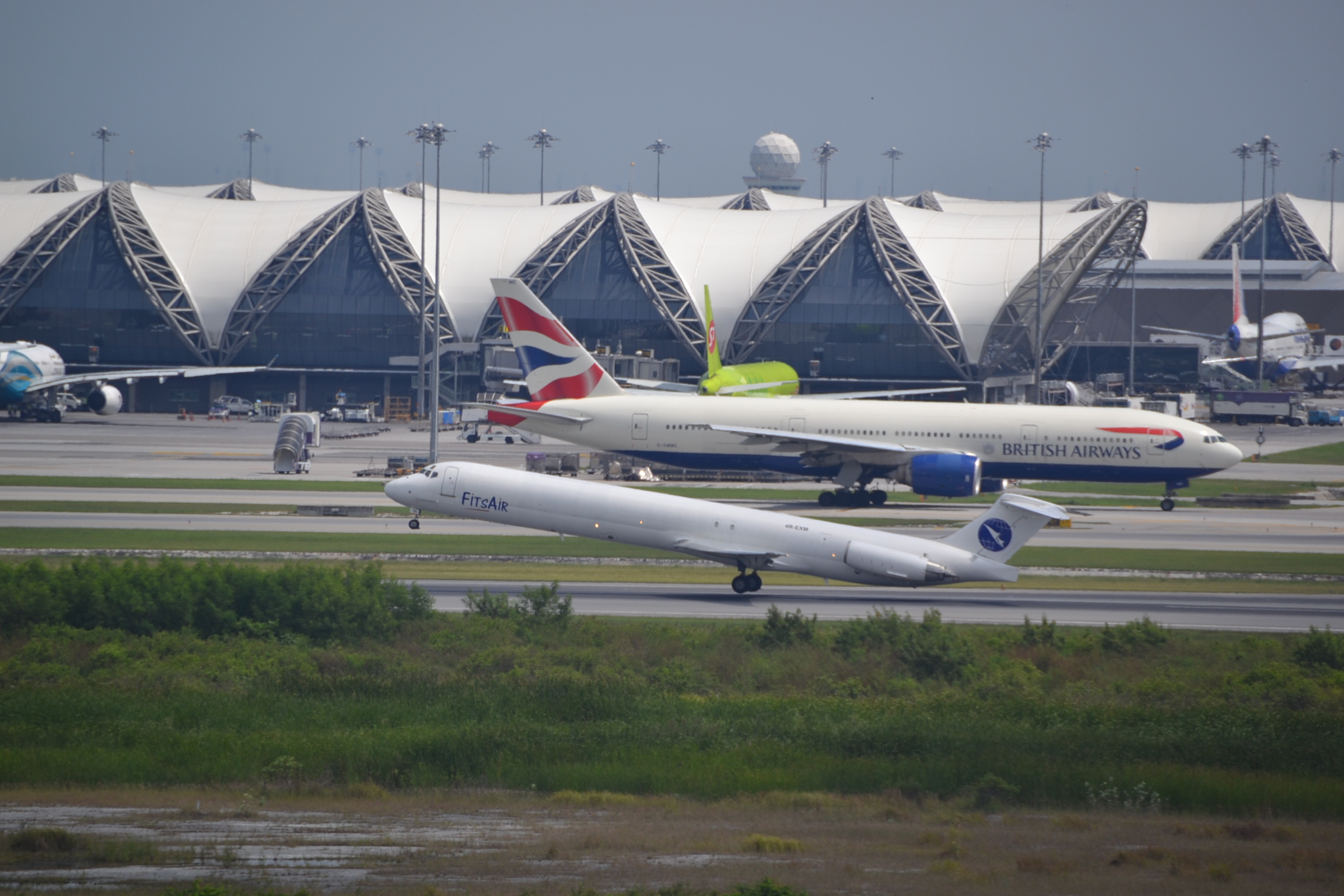
Літак компанії FitsAir (на передньому плані)

Це список авіакомпаній, що коли-небудь функціонували або функціонують у Шрі-Ланці

## Функціонуючі авіакомпанії

### Регулярні авіакомпанії
| Назва              | Початок роботи | ІАТА | Код ІКАО | Позивний  | Аеропорт                                         | Примітка                      |
| ------------------ | -------------- | ---- | -------- | --------- | ------------------------------------------------ | ----------------------------- |
| SriLankan Airlines | 1979           | UL   | ALK      | SRILANKAN | Міжнародний аеропорт імені Соломона Бандаранаїке | раніше Air Lanka і Air Ceylon |
| Cinnamon Air       | 2012           | C7   | CIN      | CINNAMON  | Міжнародний аеропорт імені Соломона Бандаранаїке | —                             |
| Helitours          | 1972           | —    | —        | —         | Аеропорт Ратмалана                               | —                             |

### Чартерні авіакомпанії
| Назва               | Початок роботи | ІАТА | Код ІКАО | Позивний    | Аеропорт                                                             | Примітка                     |
| ------------------- | -------------- | ---- | -------- | ----------- | -------------------------------------------------------------------- | ---------------------------- |
| Air Senok           | 2011           | —    | MVS      | AIR SENOK   | Міжнародний аеропорт імені Соломона Бандаранаїке, Аеропорт Ратмалана | —                            |
| Millennium Airlines | 2004           | —    | DLK      | DEKKANLANKA | Міжнародний аеропорт імені Соломона Бандаранаїке, Аеропорт Ратмалана | раніше Deccan Aviation Lanka |
| Daya Aviation       | 2004           | 4R   | DAY      | DAYA        | Міжнародний аеропорт імені Соломона Бандаранаїке, Аеропорт Ратмалана | —                            |

### Вантажні авіакомпанії
| Назва           | Початок роботи | ІАТА | Код ІКАО | Позивний   | Аеропорт                                                             | Примітка                          |
| --------------- | -------------- | ---- | -------- | ---------- | -------------------------------------------------------------------- | --------------------------------- |
| FitsAir         | 1997           | 8D   | EXV      | EXPOAVIA   | Міжнародний аеропорт імені Соломона Бандаранаїке, Аеропорт Ратмалана | раніше ExpoAir                    |
| Cosmos Aviation | 2002           | QL   | RLN      | AERO LANKA | Міжнародний аеропорт імені Соломона Бандаранаїке, Аеропорт Ратмалана | раніше Aero Lanka та Lankan Cargo |

## Не функціонуючі авіакомпанії

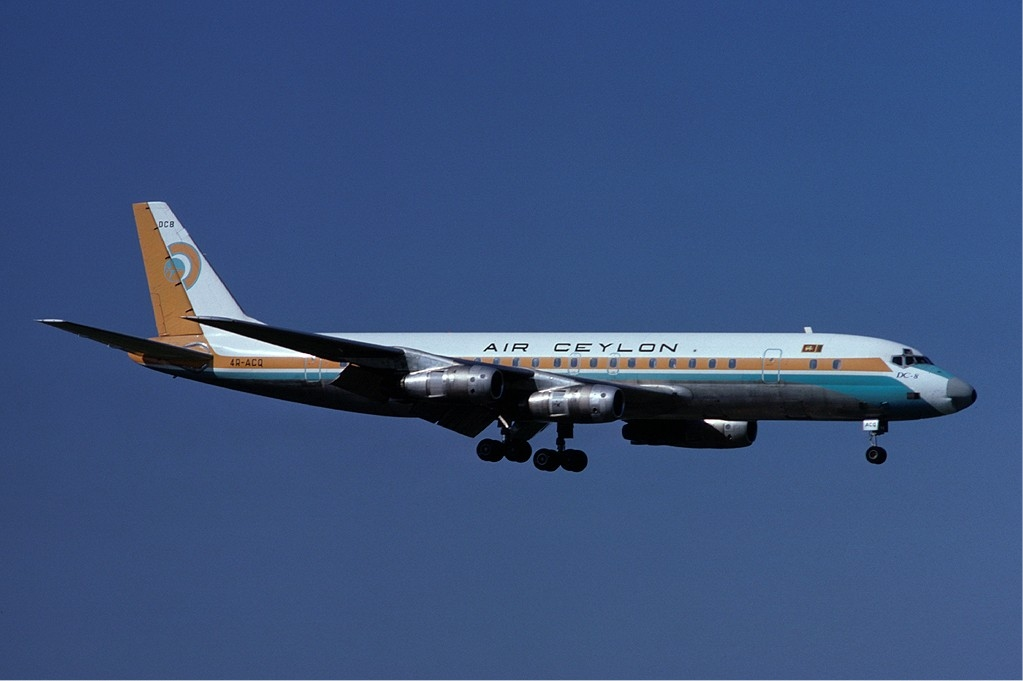
Douglas DC-8 компанії Air Ceylon (1977)

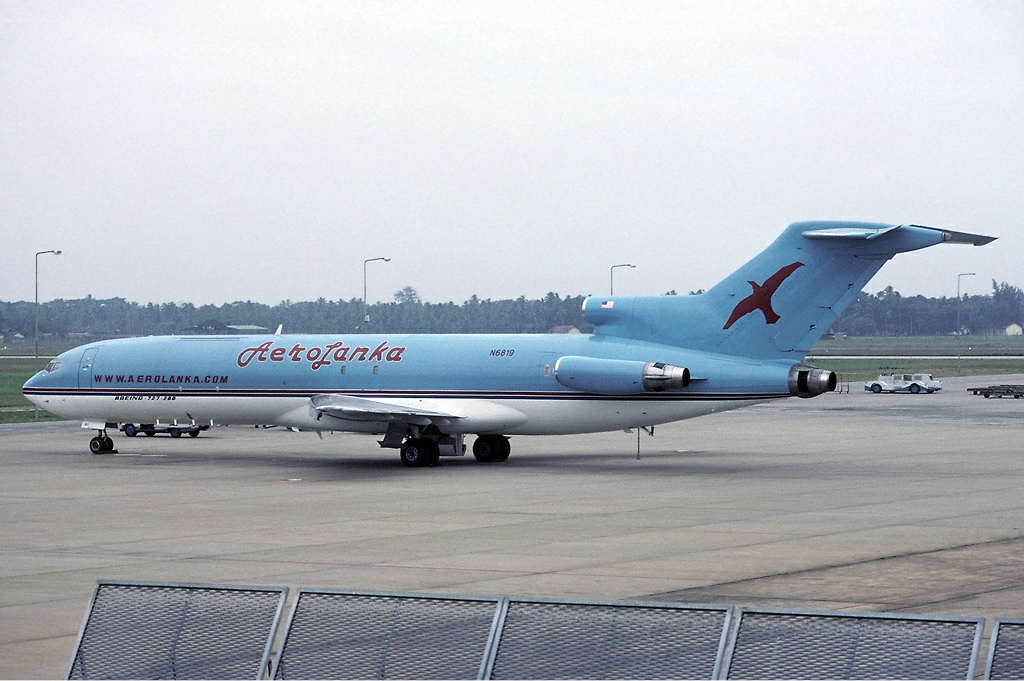
Boeing 727-223(F) компанії Aero Lanka (2002)

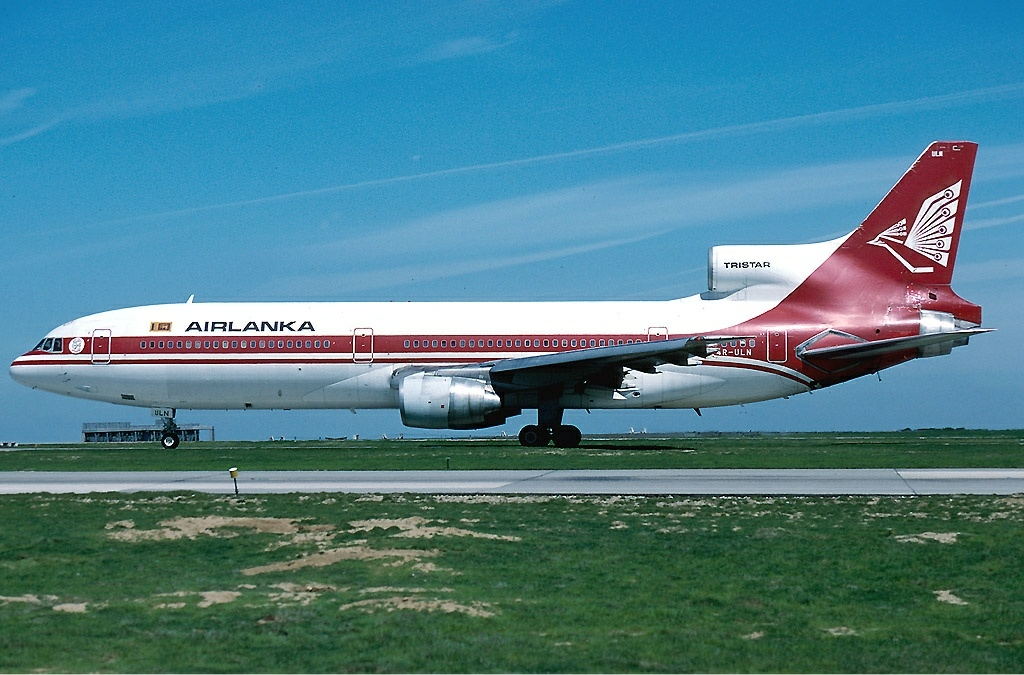
L-1011 TriStar компанії AirLanka (1994)

| Назва               | Початок роботи | Кінець роботи | ІАТА | Код ІКАО | Позивний    | Примітка                                             |
| ------------------- | -------------- | ------------- | ---- | -------- | ----------- | ---------------------------------------------------- |
| AeroLanka           | 2002           | 2010          | QL   | RNL      | AERO LANKA  | Перейменована у Cosmos Aviation                      |
| Air Ceylon          | 1947           | 1978          | AE   | —        | CEYLON      | Перейменована у AirLanka (згодом SriLankan Airlines) |
| Air South Asia      | 2004           | 2004          | —    | —        | —           | Перейменована/об'єднана у Holiday Air (див. нижче)   |
| AirLanka            | 1979           | 1999          | UL   | ALK      | —           | Перейменована у SriLankan Airlines                   |
| Deccan Lanka        | 2004           | 2013          | —    | DLK      | —           | Перейменована у Millennium Airlines                  |
| Expo Aviation       | 1997           | 2013          | 8D   | EXV      | —           | Перейменована у FitsAir                              |
| Holiday Air         | 2006           | 2006          | —    | —        | —           | Невдалий проект                                      |
| Lionair (Шрі-Ланка) | 1994           | 2006          | LN   | LEO      | Sri-Lion    | —                                                    |
| Mihin Lanka         | 2007           | 2016          | MJ   | MLR      | MIHIN LANKA | —                                                    |
| Monara Air          | 1996           | 1998          | —    | MNR      | Monara Air  | Повітряне таксі                                      |
| Notombi Int'l       | 1998           | 1998          | —    | —        | —           | —                                                    |
| Paradise Air        | 1998           | 2000          | —    | —        | —           | —                                                    |
| Ronan Air           | 2004           | 2006          | IL   | LKN      | —           | —                                                    |
| Serendib Airlines   | 2002           | 2004          | QL   | RNL      | —           | Перейменована у AeroLanka (наразі Cosmos Aviation)   |
| Sky Cabs            | 1993           | 2000          | 2E   | SCB      | SKYCABS     | —                                                    |
| SriLankan AirTaxi   | 2010           | 2013          | U9   | UL2      | AIR TAXI    | Повітряне таксі                                      |
| Upali Air           | 1968           | 1984          | —    | —        | UPALI       | —                                                    |